# Championnat d'Ouganda de football 1985
Navigation
Édition précédente Édition suivante
La saison 1985 du Championnat d'Ouganda de football est la seizième édition du championnat de première division ougandais. Quatorze clubs ougandais prennent part au championnat organisé par la fédération. Les équipes rencontrent deux fois leurs adversaires, à domicile et à l'extérieur. En fin de saison, les deux derniers du classement sont relégués et remplacés par les deux meilleurs clubs de deuxième division, plus le club de Masaka FC, réintégré après une saison de mise en retrait du fait de la guerre civile ougandaise.
C'est le Kampala City Council qui remporte la compétition cette saison après avoir terminé en tête du classement final, à égalité de points avec Express FC, ne le devançant qu'à la différence de buts. C'est le cinquième titre de champion d'Ouganda de l'histoire du club.

## Participants
- Maroons FC
- Nile Breweries FC
- Villa SC
- Kampala City Council
- Nsambya Old Timers FC - Promu de D2
- Nytil FC
- Uganda Commercial Bank FC
- Simba FC
- Express FC
- Coffee SC
- Airlines FC
- Tobacco Bugembe - Promu de D2
- Mbale Heroes
- Bank of Uganda FC - Promu de D2

## Compétition

### Classement
Le classement est établi sur le barème de points classique : victoire à 2 points, match nul à 1, défaite à 0.
| Rang | Équipe                    | Pts | J  | G  | N  | P  | Bp | Bc | Diff |
| ---- | ------------------------- | --- | -- | -- | -- | -- | -- | -- | ---- |
| 1    | Kampala City Council      | 41  | 26 | 18 | 5  | 3  | 54 | 24 | +30  |
| 2    | Express FCC               | 41  | 26 | 19 | 3  | 4  | 50 | 23 | +27  |
| 3    | Villa SCT                 | 39  | 26 | 17 | 5  | 4  | 52 | 21 | +31  |
| 4    | Coffee SC                 | 38  | 26 | 15 | 8  | 3  | 43 | 20 | +23  |
| 5    | Uganda Commercial Bank FC | 25  | 26 | 8  | 9  | 9  | 47 | 43 | +4   |
| 6    | Nile Breweries FC         | 25  | 26 | 9  | 7  | 10 | 21 | 34 | -13  |
| 7    | Nytil FC                  | 21  | 26 | 9  | 3  | 14 | 21 | 34 | -13  |
| 8    | Maroons FC                | 20  | 26 | 8  | 4  | 14 | 25 | 39 | -14  |
| 9    | Nsambya Old Timers FCP    | 20  | 26 | 8  | 4  | 14 | 25 | 39 | -14  |
| 10   | Tobacco BugembeP          | 20  | 26 | 8  | 5  | 13 | 19 | 33 | -14  |
| 11   | Bank of Uganda FCP        | 19  | 26 | 8  | 3  | 15 | 34 | 45 | -11  |
| 12   | Airlines FC               | 19  | 26 | 5  | 9  | 12 | 22 | 35 | -13  |
| 13   | Simba FC                  | 18  | 26 | 4  | 10 | 12 | 31 | 47 | -16  |
| 14   | Mbale Heroes              | 17  | 26 | 7  | 3  | 16 | 26 | 46 | -20  |

|  | Qualification pour la Coupe des clubs champions africains 1986 et la Coupe CECAFA des clubs 1986 |
|  | Qualification pour la Coupe des Coupes 1986                                                      |
|  | Relégation en deuxième division                                                                  |
|  | T : Tenant du titre C : Vainqueur de la Coupe d'Ouganda P : Promu de D2                          |

## Bilan de la saison
| Championnat d'Ouganda de football 1985                             |                                 |
| Champion                                                           | Kampala City Council (5e titre) |
| Coupes et trophées                                                 |                                 |
| Vainqueur de la Coupe d'Ouganda 1985                               | Express FC                      |
| Qualifications continentales                                       |                                 |
| Coupe des clubs champions africains 1986                           | Kampala City Council            |
| Coupe d'Afrique des vainqueurs de coupe de football 1986           | Express FC                      |
| Coupe CECAFA des clubs 1986                                        | Kampala City Council            |
| Promotions et relégations                                          |                                 |
| Promus en Championnat d'Ouganda de football                        | Bell FC                         |
| Promus en Championnat d'Ouganda de football                        | Buikwe FC                       |
| Promus en Championnat d'Ouganda de football                        | Masaka FC                       |
| Relégués en Championnat d'Ouganda de football de deuxième division | Simba FC                        |
| Relégués en Championnat d'Ouganda de football de deuxième division | Mbale Heroes                    |